# Tobias Schröck
Tobias Schröck, né le 31 décembre 1992 à Mühldorf am Inn, est un footballeur professionnel allemand.

## Biographie
Tobias Schröck commence le football au TuS Engelsberg puis au VfL Waldkraiburg. En 2005, il intègre le SV Wacker Burghausen. Pour la saison 2011-2012, il fait partie d'abord de l'équipe réserve en ligue régionale puis de plus en plus souvent de l'équipe première en 3. Liga. En juin 2015, il va au SG Sonnenhof Großaspach, équipe de la même division.
Il s'engage ensuite avec les FC Würzburger Kickers, équipe promue du championnat d'Allemagne D2 2016-2017. Après la relégation de l'équipe bavaroise, il signe un contrat avec le FC Ingolstadt 04 en 2. Bundesliga et reste lors de sa relégation en 2019.